# 스윗하트
《스윗하트》(영어: Sweetheart)는 2019년 공개된 미국의 생존 공포 영화이다. J. D. 딜러드가 연출하고, 각본과 제작에 참여하였다.
2019년 1월 28일 제35회 선댄스 영화제에서 전 세계 최초로 상영되었으며, 2019년 10월 22일 유니버설 픽처스를 통해 스트리밍 서비스와 주문형 비디오로 유통되었다.

## 줄거리
파티를 하던 보트가 폭풍우를 만나 가라앉으면서 젠은 한 열대 섬에 조난하게 된다. 곧 젠은 근처 해저 구멍에 사는 거대 인간형 해양 괴물이 이 섬에 당도한 사람들을 잡아먹어왔다는 것을 알게 된다. 젠은 구명정에 실려 이 섬에 밀려온 남자친구 루커스, 친구 미아와 재회해 자신이 발견한 사실을 알리지만 이들은 젠의 주장을 믿지 않는다.

## 출연
- 키어시 클레먼스 - 제니퍼 "젠" 레밍 역
- 에머리 코언 - 루커스 그리핀 역
- 해나 맹건로런스 - 미아 리드 역
- 앤드루 크로퍼드 - 괴물 역
- 베네딕트 새뮤얼 - 브래드 역